# テングチョウ亜科
テングチョウ亜科（学名：Libytheinae）は、snout butterfliesとして知られるタテハチョウ科を分類する亜科の1つである。
テングチョウ属 Libythea 10種と アメリカテングチョウ属 Libytheana 4種が含まれる。
snout butterfliesという通称は、この亜科の外観が「鼻」のように見えることに由来している。
古い文献では、このグループはテングチョウ科(Libytheidae)として認識されていた。
中くらいの大きさで、通常茶色である。 
前脚の長さが短く、腹側の後翼は周囲に溶け込むように不思議な色になっている。 この亜科のメンバーは、体を休めている時は翼をしっかりと閉じて、枯れた葉のようにしている。

## 分類
テングチョウ亜科はタテハチョウ科の下位分類で、2つの属を含む。 和名は 徳重, 森 & 福崎 (2020) による。
- Family Nymphalidae Rafinesque, 1815 タテハチョウ科
  - Subfamily Libytheinae Boisduval, 1833 テングチョウ亜科
    - Libythea Fabricius, 1807 テングチョウ属 - テングチョウ、ムラサキテングチョウなど
    - Libytheana Michener, 1943 アメリカテングチョウ属 - アメリカテングチョウなど